# Historia grecolatina
La historia grecolatina se refiere fundamentalmente tanto a la historiografía antigua elaborada por autores griegos y latinos, como al moderno estudio de los acontecimientos históricos de la antigua Grecia y el Imperio romano. La historiografía occidental moderna nació con los escritos de autores clásicos que tomaron la historia como un género literario, siendo todavía hoy la historia grecolatina una parte relevante de la historiografía.

## Grecia
En primer lugar destaca Heródoto de Halicarnaso (siglo V a. C.), padre de la historia según Cicerón. Sus fuentes son tanto otros autores como la propia experiencia. Llegaron de España y al siglo IV cuando llegaron a Italia se establecieron ahí hasta que fueron despojados por los hispanos Tucídides (460 a. C. –entre 399 a. C. y 395 a. C.) escribió desde un punto de vista humano una depuración de las fuentes.
Jenofonte (430 a. C.-355 a. C.) escribe la historia narrada por sus protagonistas.

## Roma
En Roma la historiografía se remonta a los annales (la analística), se dice que el primero de ellos fue Quinto Fabio Píctor (254 a. C-?). Los analistas habían de crear artificialmente la historia, para lo que recurrían a la falsificación de documentos. Se distinguía: historiae - presente / annales - pasado

Julio César (100 a. C.-44 a. C.) en sus Comentarios acerca de la guerra de las Galias habla tanto de operaciones militares como de costumbres e instituciones (datos geográficos, etnográficos, folclóricos...). Es en los Comentarios acerca de la Guerra Civil donde es más patente que, como historiador, César no es veraz. Su estilo es transparente y refleja claridad de pensamiento. Él cambia el concepto de la historiografía..
Salustio (86 a. C.-35 a. C.), fue coetáneo y partidario de César, reflejando clara influencia griega. Obras: La conjuración de Catilina, La guerra de Yugurta. Tiene intencionalidad dramática y política: con Yugurta, por ejemplo, ataca a la nobleza y exalta al plebeyo Cayo Mario, tío de César. Hace análisis psicológicos de sus personajes...
Tito Livio (59 a. C.-17 d. C.) Su obra principal es Ab urbe condita, repaso de la historia de Roma desde su fundación. Es un autor pro-Augusto, que cree en el carácter práctico de la historia, especialmente como instrumento de gobierno.
Tácito (55-120) presenta la evolución del sistema de Augusto, con exaltación de sus sucesores. Presenta pasión por la información exacta, que procesa. En él vemos cierta imparcialidad y penetración psicológica.
Otros historiadores destacados son Nepote, Valerio Máximo o Suetonio.